# Lee Min-ki
Lee Min-ki (이민기?, 李民基?, I Min-giLR, I MingiMR; Gimhae, 16 gennaio 1985) è un attore, modello e cantante sudcoreano.

## Vita privata
Lee Min-ki ha iniziato il servizio militare obbligatorio il 7 agosto 2014, ed è stato congedato nell'agosto 2016.

## Filmografia

### Cinema
- Ddukbang jeonseol (뚝방전설?), regia di Jo Bum-gu (2006)
- Baram pigi joheun nal (바람피기 좋은날?), regia di Jang Moon-il  (2007)
- Huming (허밍?), regia di Park Dae-yeong (2008)
- Romantic Island (로맨틱 아일랜드?), regia di Kang Cheol-woo (2008)
- Oishimaen (오이시맨?), regia di Kim Jeong-jung (2009)
- Haeundae (해운대?), regia di Yoon Je-kyoon (2009)
- 10 eok (10억?), regia di Jo Min-ho (2009)
- Qwik (퀵?), regia di Jo Bum-gu (2011)
- Ossakhan yeon-ae (오싹한 연애?), regia di Hwang In-ho (2011)
- Yeon-ae-ui ondo (연애의 온도?), regia di Roh Deok (2013)
- Monster (몬스터?), regia Hwang In-ho (2014)
- Hwangjereul wihayeo (황제를 위하여?), regia di Park Sang-joon (2014)
- Nae simjangeul sswara (내 심장을 쏴라?), regia di Mun Che-yong (2015)
- Joseon myungtamjung: Heubhyeolgwimaui bimil ( 조선명탐정: 흡혈괴마의 비밀?), regia di Kim Suk-yoon (2018)
- Saheul (사흘?), regia di Hyun Moon-sub (2020)

### Televisione
- My Older Brother (2004)
- Oh! Sarah (오!사라?) – serie TV  (2004)
- Gutse-eora Geumsuna (굳세어라 금순아?) – serie TV (2005)
- Booyong of Mt. Kyeryong (계룡산 부용이?) – serie TV (2005)
- Baeseuteu keukjang - Taereung seonsuchon (베스트극장 - 태릉 선수촌?) – serie TV (2005)
- Rainbow Romance (레인보우 로망스?) – serie TV (2005)
- Jinjja jinjja joahae (진짜 진짜 좋아해?) – serie TV (2006)
- Dalja-ui bom (달자의 봄?) – serie TV (2007)
- Eolleong ddungddang hong shin so (얼렁뚱땅 흥신소?) – serie TV (2007)
- Dakchigo kkonminam band (닥치고 꽃미남 밴드?) – serie TV (2012)
- Ibeon saeng-eun cheo-eum-ira (이번 생은 처음이라?) – serie TV (2017)
- Kimbiseoga wae geureolkka (김비서가 왜 그럴까?) – serie TV (2018)[5]
- Beauty Inside (뷰티 인사이드?) – serie TV (2018)
- The Lies Within (모두의 거짓말?, Modu-ui geojinmalLR) – serie TV (2019)
- Il diario della mia libertà (나의 해방일지?, Na-ui haebang-iljiLR) – serie TV (2022)
- Behind Your Touch (힙하게?, HiphageLR) – serie TV (2023)

## Videografia
- 2004 – Nina - Hit'm
- 2005 – Soul Star - Only One for Me
- 2007 – The Name feat. Choi Jin-yi - After... The Break-up
- 2008 – The One - My Girl
- 2012 – Nell - The Day Before
- 2013 – Han So-hyeon - I'm Sorry

## Discografia

### Singoli
- 2008 – Power of Love
- 2008 – Power of Love Part 2
- 2008 – We Can't Forget the Reason
- 2013 – Those Days I Had with You
- 2013 – Everything

### EP
- 2009 – No Kidding

### Colonne sonore
- 2006 – Like Candy 2 (Jinjja jinjja joahae OST)
- 2006 – Before Sadness Comes (Rainbow Romance OST)[6]
- 2009 – Frozen Mountain (Oishimaen OST)[7]
- 2009 – Neanderthal Man II (Oishimaen OST)
- 2009 – Disappears Like That (Oishimaen OST)
- 2009 – A Match for You (Oishimaen OST)
- 2012 – Not in Love (Dakchigo kkonminam band OST)[8]
- 2012 – jaywalking (Dakchigo kkonminam band OST)